# آکیرا اینوئه
آکیرا اینوئه (井上昭 Inoue Akira)؛ زادهٔ ۱۰ دسامبر ۱۹۲۸ در کیوتو – درگذشتهٔ ۹ ژانویهٔ ۲۰۲۲)، کارگردان ژاپنی بود که برای کارگردانی درام‌های تلویزیونی جیدای‌گکی مشهور بود.

## فیلم‌شناسی
- انتقام زاتوایچی (۱۹۶۵)
- کوزوره اوکامی (۱۹۹۳)